# Bob Valentine
Robert Valentine, detto Bob (Dundee, 10 maggio 1939) è un ex arbitro di calcio scozzese.
È stato indubbiamente uno dei direttori di gara europei più utilizzati nel corso degli anni Ottanta, e in seguito importante dirigente per la Federazione scozzese e la UEFA.

## Carriera
Dopo aver debuttato nella prima divisione scozzese nel 1971, Valentine raggiunge i gradi da internazionale nel 1978; con tale qualifica:
- nel 1980 viene convocato per il torneo calcistico all'Olimpiade di Mosca e qui arbitra la finale per la medaglia di bronzo tra URSS e Jugoslavia;
- nel 1981 è protagonista ai Mondiali Under 20 in Australia;
- nel 1982 viene selezionato per i Mondiali di calcio in Spagna, dove gli sono affidate due partite: Germania Ovest-Austria e Polonia-URSS; al Mundial spagnolo si ricorda anche la sua presenza in qualità di guardalinee dell'arbitro olandese Charles Corver durante la semifinale Germania Ovest-Francia, dove non è d'aiuto al direttore di gara nel segnalare il calcio di rigore e la conseguente espulsione per il tackle pericoloso del portiere tedesco Harald Schumacher sul francese Patrick Battiston, che rimane senza conoscenza per circa un minuto;[1]
- nel 1984 lo si vede all'opera in occasione degli Europei di calcio in Francia, in particolare nell'incontro tra i padroni di casa e il Belgio;

Madrid, 22 ottobre 1986. Andata degli Ottavi di finale di Coppa dei Campioni. Nel corso del primo tempo con il Real Madrid in vantaggio per 1-0 l'arbitro scozzese Valentine annulla al bianconero Manfredonia un goal che appare assolutamente regolare. Il Real Madrid si aggiudica l'incontro per 1-0 e seppure sconfitto nella gara di ritorno per 1-0 passa il turno ai calci di rigore. Juventus eliminata dalla Coppa dei Campioni.
- nel 1986 dirige la finale di ritorno di Coppa UEFA tra Colonia e Real Madrid;
- nel 1987 dirige la finale di andata della Supercoppa Europea tra Ajax e Porto;
- nel 1988 viene designato, per la seconda volta, in occasione della fase finale degli Europei di calcio, disputati in Germania Ovest: gli tocca la gara Germania Ovest-Danimarca.

Vanta anche la direzione in una semifinale di Coppa dei Campioni (nel 1987) ed in due semifinali di Coppa UEFA (nel 1983 e nel 1985).
Terminata l'attività sui campi nel 1989 per raggiunti limiti d'età, si mette subito a disposizione della propria Federazione per gli incarichi dirigenziali, che lo avrebbero visto a capo del settore arbitrale e osservatore degli arbitri UEFA fino al 2009, quando decade per anzianità.